# Егоров, Николай Павлович
Николай Павлович Егоров (27 ноября 1907, Денисьево, Ярославская губерния — 6 февраля 1976, Москва) — генерал-полковник инженерно-технической службы Советской Армии, лауреат Ленинской (1966) и Сталинской (1953) премий СССР.

## Биография
Николай Егоров родился 27 ноября 1907 года в деревне Денисьево (ныне — Рыбинский район Ярославской области). Был призван в Рабоче-крестьянскую Красную Армию в сентябре 1925 года. В 1928 году окончил Борисоглебско-Ленинградскую кавалерийскую школу, в 1932 году — кавалерийское отделение курсов переподготовки начсостава при Объединенной военной школе имени ВЦИК, в 1937 году — Военно-электротехническую академию.
Служил в военно-технических подразделениях Красной и Советской армий. С 1951 года начальник отдела специальной приемки Первого Главного управления при Совете Министров СССР, с 1954 года — начальник Главного управления комплектации специальных изделий Министерства среднего машиностроения. С сентября 1958 года по март 1959 года был начальником 12-го Главного управления Министерства обороны СССР, с марта 1959 года стал заместителем начальника этого же управления. Был уволен в запас в звании генерал-полковник-инженера в 1975 году. Скончался 6 февраля 1976 года. Похоронен на Новодевичьем кладбище Москвы.
Награждён тремя орденами Ленина, двумя орденами Красного Знамени, орденом Трудового Красного Знамени, орденом Отечественной войны 1-й степени, двумя орденами Красной Звезды и рядом медалей.